# Hailey Baptiste
Hailey Baptiste (født 3. november 2001 i Washington D.C, USA) er en professionel tennisspiller fra USA.